# Fageråsen (naturreservat)
Fageråsen är ett  naturreservat  i Timrå och Sundsvalls kommuner och ett natura 2000område i Västernorrlands län. 
Reservatet består till del av näringsfattiga myrar där vitmossa, tranbär, och dvärgbjörk frodas. Området skapades 1985 och utvidgades 2006. 